# NGC 6987
NGC 6987 (другие обозначения — PGC 65807, ESO 235-21, IRAS20546-4849) — эллиптическая галактика (E) в созвездии Индеец.
Этот объект входит в число перечисленных в оригинальной редакции «Нового общего каталога».